# Ugărčin
Ugărčin (búlgaro:Угърчин) é uma cidade da Bulgária, localizada no distrito de Lovech. A sua população era de 2,832 habitantes segundo o censo de 2010.

## População
| Ugărčin | Ugărčin | Ugărčin | Ugărčin | Ugărčin | Ugărčin | Ugărčin | Ugărčin | Ugărčin | Ugărčin | Ugărčin | Ugărčin | Ugărčin | Ugărčin | Ugărčin | Ugărčin | Ugărčin | Ugărčin | Ugărčin | Ugărčin |
| --- | ------- | ------- | ------- | ------- | ------- | ------- | ------- | ------- | ------- | ------- | ------- | ------- | ------- | ------- | ------- | ------- | ------- | ------- | ------- |
| Ano | 1887    | 1910    | 1934    | 1946    | 1956    | 1965    | 1975    | 1985    | 1992    | 2001    | 2002    | 2003    | 2004    | 2005    | 2006    | 2007    | 2008    | 2009    | 2010    |
| População |         |         |         | …       | …       | 5,753   | 5,194   | 4,212   | 3,838   | 3,161   | 3,103   | 3,079   | 3,046   | 3,040   | 2,983   | 2,944   | 2,917   | 2,886   | 2,832   |
| Fontes: Instituto Nacional de Estatísticas, „citypopulation.de“, „pop-stat.mashke.org“, Bulgarian Academy of Sciences |         |         |         |         |         |         |         |         |         |         |         |         |         |         |         |         |         |         |         |